# アブデラマン・サンバ
アブデラマン・サンバ（Abderrahaman Samba、1995年9月5日 ‐ ）は、モーリタニア出身でカタール国籍の陸上競技選手。専門はハードル競走の400mハードル。自己ベストは46秒98のアジア記録保持者。2019年ドーハ世界選手権の銅メダリストである。

## 経歴
2015年5月6日からカタールに移り住み、2015年10月1日にカタールの市民権を取得。2016年5月6日からカタール代表として競技することが可能になった。
2017年、3月28日のSasol-NWU国際男子400mハードルで自己ベスト（49秒24）を大幅に更新する48秒31をマーク。この種目わずか3レース目でMubarak Al-Nubiの持つカタール記録（48秒17）に迫ると、初の主要国際レースとなった5月5日のダイヤモンドリーグ・ドーハ大会男子400mハードルでは48秒44をマークし、2位のカーロン・クレメント（49秒40）に約1秒の差をつけ圧勝した。8月のロンドン世界選手権男子400mハードルには今季世界ランク8位（48秒31）で臨むと、6日の予選と7日の準決勝をともに全体5位で突破（49秒39と48秒75）。雨の降る中で行われた9日の決勝ではカタールの帽子を被って臨むと、10台目のハードルを越えた時点で3位につけメダルを争いを繰り広げていたが、その直後にバランスを崩しメダル争いから脱落。初の世界選手権は49秒74の7位に終わった。
2018年、4月19日の競技大会男子400nハードルで自己ベスト（48秒31）を大幅に更新する47秒90のカタール新記録を樹立。47秒台に突入すると、5月4日のダイヤモンドリーグ・ドーハ大会男子400mハードルでも記録を大幅に短縮する47秒57をマークし、2位に1.51秒の差をつけ圧勝した。6月30日には世界歴代2位にあたる46秒98をマークする。46秒台は1992年のケビン・ヤング以来の記録である。

## 自己ベスト
- 記録欄の（　）内の数字は風速（m/s）で、+は追い風を意味する。

| 種目         | 記録   | 年月日        | 場所       | 備考       |
| 屋外         | 屋外   | 屋外          | 屋外       | 屋外       |
| ------------ | ------ | ------------- | ---------- | ---------- |
| 400mハードル | 46秒98 | 2018年6月30日 | パリ       | アジア記録 |
| 400m         | 44秒60 | 2019年4月9日  | プレトリア |            |

## 主な成績
- 備考欄の記録は当時のもの

| 年   | 大会                     | 場所         | 種目    | 結果 | 記録            | 備考                |
| ---- | ------------------------ | ------------ | ------- | ---- | --------------- | ------------------- |
| 2017 | 世界選手権               | ロンドン     | 400mH   | 7位  | 49秒74          |                     |
| 2018 | アジア室内選手権 (en)    | テヘラン     | 4x400mR | 優勝 | 3分10秒08 (1走) |                     |
| 2018 | アジア大会               | ジャカルタ   | 400mH   | 優勝 | 47秒66          | 大会記録            |
| 2018 | アジア大会               | ジャカルタ   | 4x400mR | 優勝 | 3分00秒56 (1走) | アジア記録 大会記録 |
| 2018 | IAAFコンチネンタルカップ | オストラヴァ | 400mH   | 優勝 | 47秒37          | 大会記録            |
| 2019 | アジア選手権             | ドーハ       | 400mH   | 優勝 | 47秒51          | 大会記録            |
| 2019 | 世界選手権               | ドーハ       | 400mH   | 3位  | 48秒03          |                     |
| 2021 | オリンピック             | 東京         | 400mH   | 5位  | 47秒12          |                     |
| 2023 | アジア競技大会           | 杭州市       | 400mH   | 優勝 | 47秒12          |                     |
| 2023 | アジア競技大会           | 杭州市       | 4×400mR | 2位  | 3分02秒05       |                     |
| 2024 | オリンピック             | パリ         | 400mH   | 6位  | 47秒98          |                     |

### ダイヤモンドリーグ
- 優勝したダイヤモンドリーグの大会を記載（個人種目のみ）。金色の背景はポイント対象レースを意味する。

| 年   | 大会                       | 場所           | 種目  | 記録   | 備考                  |
| ---- | -------------------------- | -------------- | ----- | ------ | --------------------- |
| 2017 | カタールスーパーグランプリ | ドーハ         | 400mH | 48秒44 | ポイント対象外レース  |
| 2018 | カタールスーパーグランプリ | ドーハ         | 400mH | 47秒57 | カタール記録 大会記録 |
| 2018 | ゴールデンガラ             | ローマ         | 400mH | 47秒48 | アジア記録 大会記録   |
| 2018 | ビスレットゲームズ         | オスロ         | 400mH | 47秒60 | 大会記録              |
| 2018 | DNガラン                   | ストックホルム | 400mH | 47秒41 | アジア記録 大会記録   |
| 2018 | ミーティングアレヴァ       | パリ           | 400mH | 46秒98 | アジア記録 大会記録   |
| 2018 | アスレティッシマ           | ローザンヌ     | 400mH | 47秒42 |                       |
| 2019 | 上海ゴールデングランプリ   | 上海           | 400mH | 47秒27 | 大会記録              |